# Mariastraat (Maastricht)
De Mariastraat (Maastrichts: Merriejestraot) is een straat in het centrum van de Nederlandse stad Maastricht. De straat ligt in het voetgangersgebied van Maastricht, tussen de Sint Servaasbrug en de Markt.

## Geschiedenis
De Mariastraat is genoemd naar de Maria-ten-Oeverenkapel, ook wel 'Sinte Marien Lutterre' genoemd (Latijn: Sancta Maria ad Littus of Sancta Maria Minor). Deze 'kleine Mariakerk' was ondergeschikt aan de 'grote Mariakerk', de Onze-Lieve-Vrouwebasiliek. Naast de kapel stond een kluis, waarin nog tot 1610 een kluizenaar woonde.

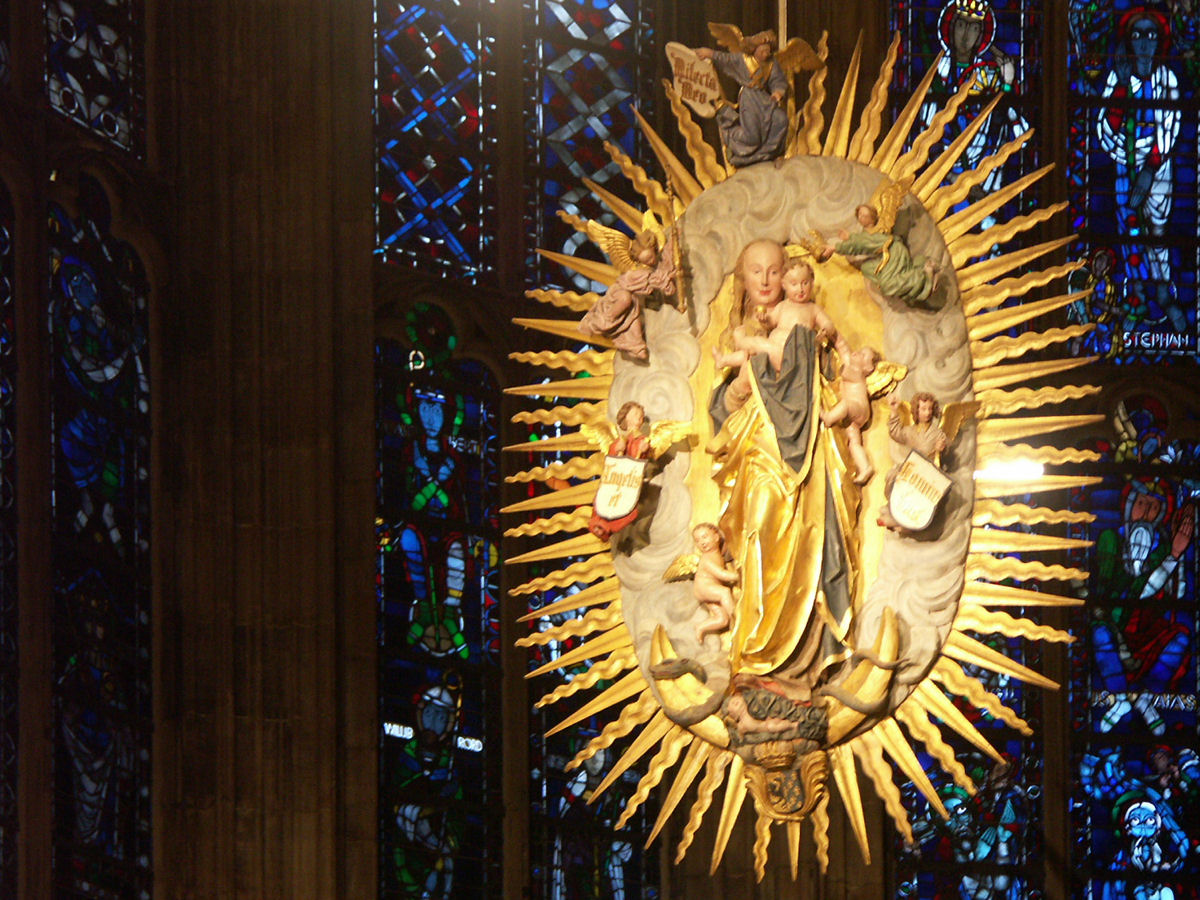
Marianum, Jan van Steffeswert, 1524

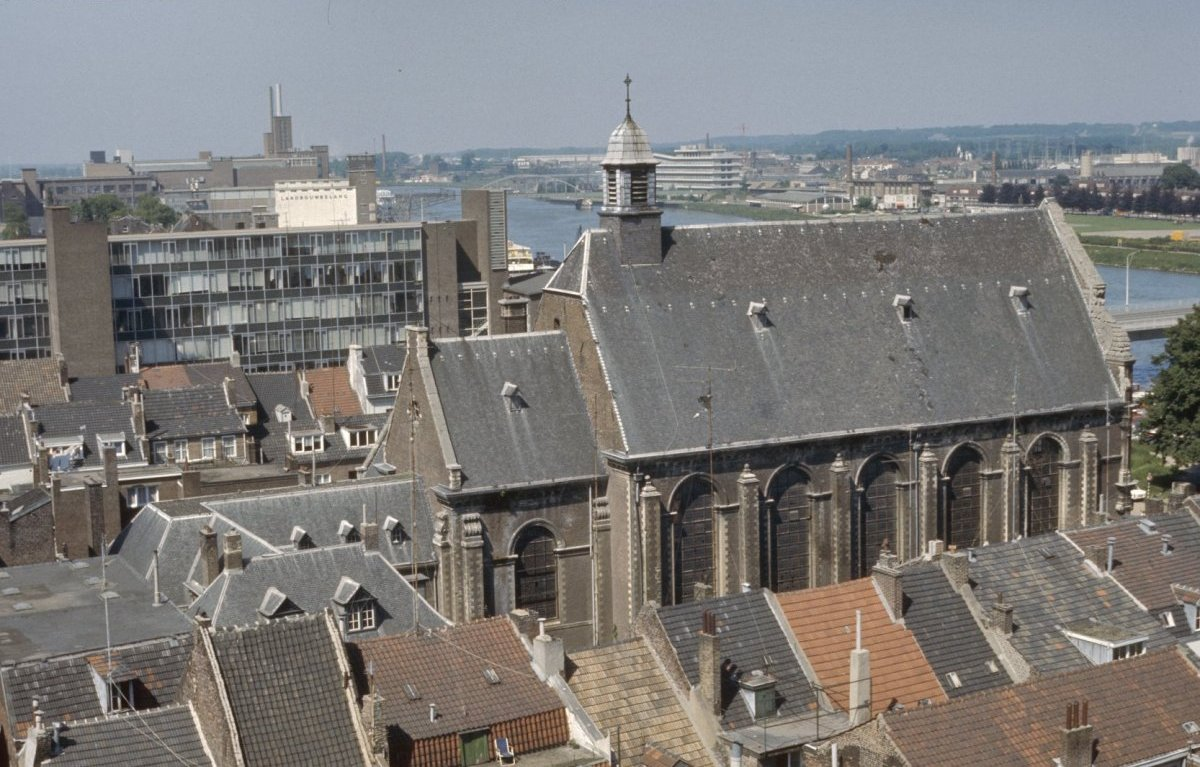
Zicht op de Mariastraat en de Augustijnenkerk vanaf het Dinghuis

Van de laatmiddeleeuwse beeldsnijder Jan van Steffeswert is bekend dat hij in elk geval vanaf 1499 in Maastricht woonde; vanaf 1507 met zekerheid in de Mariastraat. Hij had daar waarschijnlijk zijn atelier aan huis, waar hij meerdere leerlingen opleidde. Of hij een makkelijk leermeester was is de vraag, want in 1503 en 1525 eiste hij schadevergoeding in verband met het voortijdig vertrek van leerlingen. In 1519 woonde ook een Peter Bieldesnider in de straat, wellicht een familielid van Jan. In 1531 wordt Jan van Steffeswert voor het laatst genoemd in de Maastrichtse archieven. Een van zijn bekendste werken is het Marianum in de Dom van Aken uit 1524, dat dus waarschijnlijk in zijn atelier in de Mariastraat is ontstaan.
De Maria-ten-Oeverekapel viel ten prooi aan de Beeldenstorm op 3 november 1566, de feestdag van Sint Hubertus, een van de patroonheiligen van de kapel. In 1586 stond het stadsbestuur de kapel en het bijbehorende kerkhof af aan de augustijnen. In 1610 werd de kapel (en de kluis) afgebroken. Op het terrein verrees het Augustijnenklooster en de bijbehorende kerk, beide omstreeks 1660 voltooid.
Na de Franse tijd deed het gebouwencomplex onder andere dienst als kazerne, militiezaal, armenschool, ambachtsschool, stadstekenschool, toneelzaal en expositieruimte. In 1876 werd het klooster afgebroken. Van 1920 tot 1962 was de Augustijnenkerk in gebruik als parochiekerk (Sint-Jozefparochie), daarna als verenigingslokaal van onder andere de Mastreechter Staar. In recente tijden deed het gebouw dienst als onder andere discotheek en kinderspeelzaal.
Tussen 1845 en 1850 werd parallel aan de Maas het Kanaal Maastricht-Luik aangelegd (vanaf 1847 op Nederlands gebied), waarvoor een vijftigtal huizen in de Bokstraat werd gesloopt. De Mariastraat kwam daardoor direct op het kanaal uit, maar vanwege de huizen die tegen de zuidkant van de Augustijnenkerk waren gebouwd, was dit deel van de straat niet meer dan een nauwe steeg. Vanaf de vroege jaren 1860 kocht de gemeente de panden op om ze te slopen. Pas rond 1900 was de verbreding van de straat voltooid en was er een klein pleintje naast de kerk ontstaan. Na demping van het kanaal (in 1962-63) werd hier de Maasboulevard aangelegd, een drukke, doorgaande straat. Langs de Kesselskade, tussen de Hoenderstraat en de Jodenstraat, ontwikkelde zich een kleine 'rosse buurt'. Ook in het oostelijk deel van de Mariastraat waren enkele prostitutiebedrijven en seksshops gevestigd. Door de ondertunneling van de Maasboulevard is dit deel van de straat onderdeel geworden van het Maaspromenadegebied.

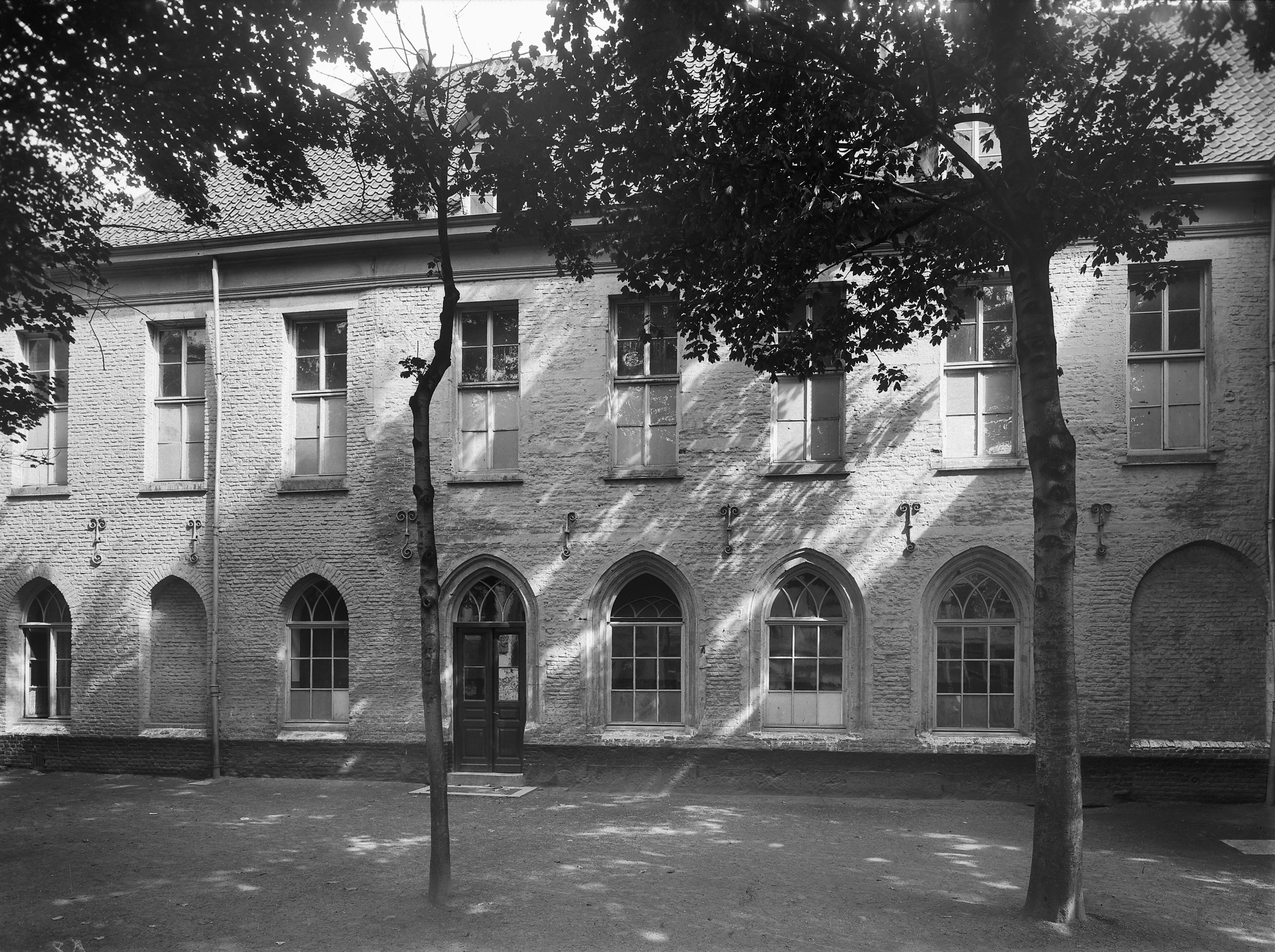
Augustijnenklooster vóór de afbraak, 1916
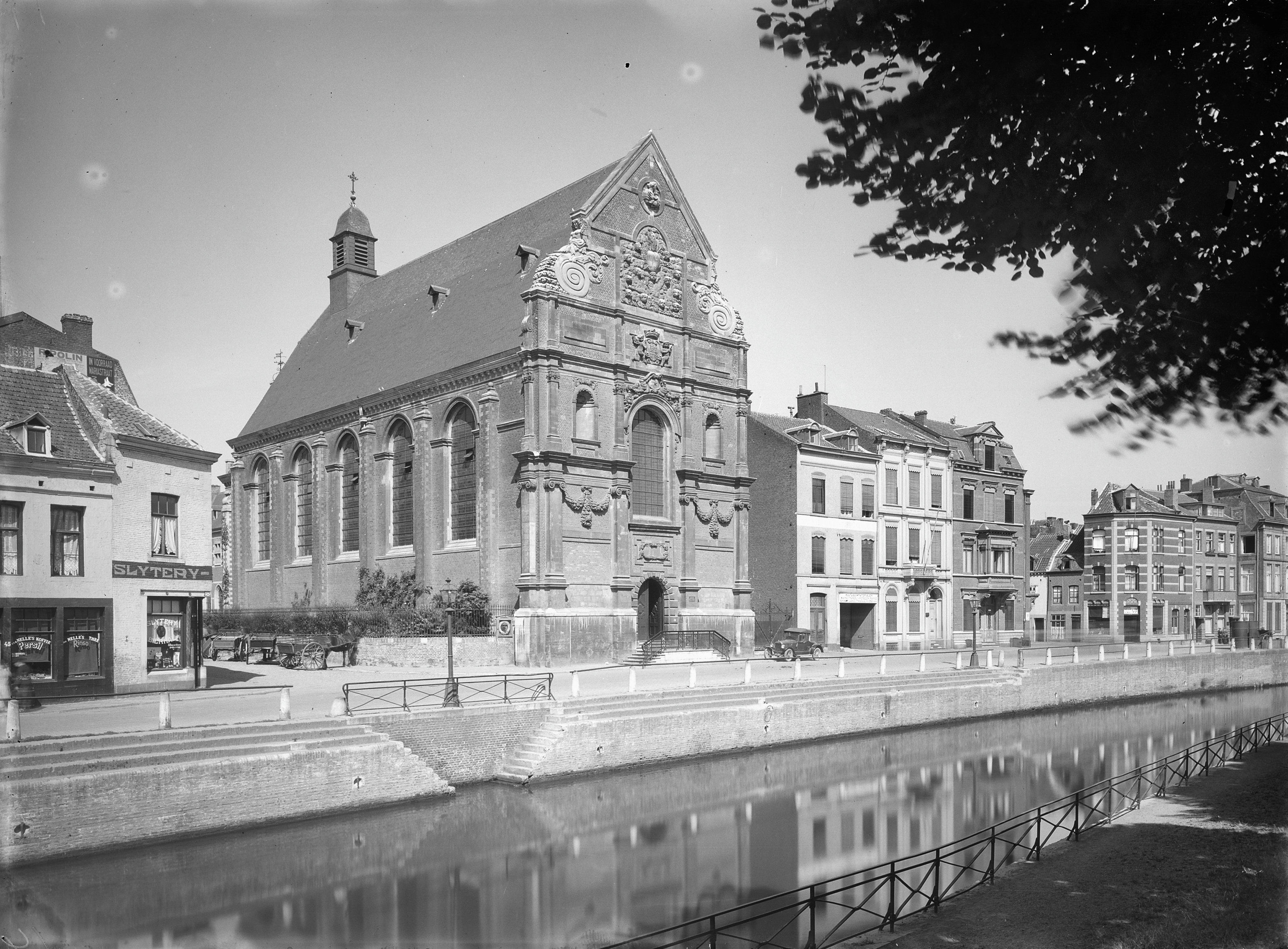
Kanaal Maastricht-Luik met pleintje bij de kerk, 1926
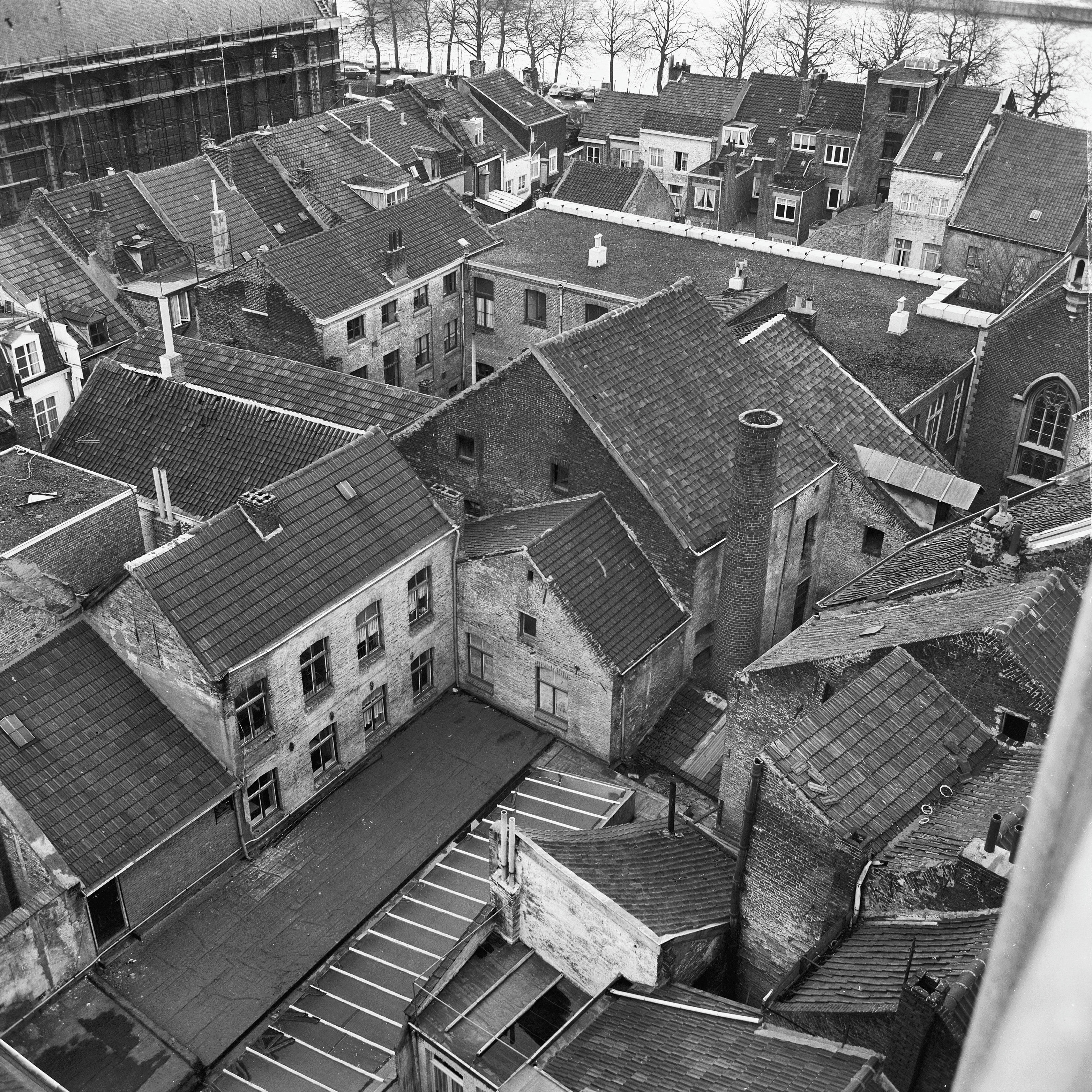
Zuidzijde Mariastraat, 1970
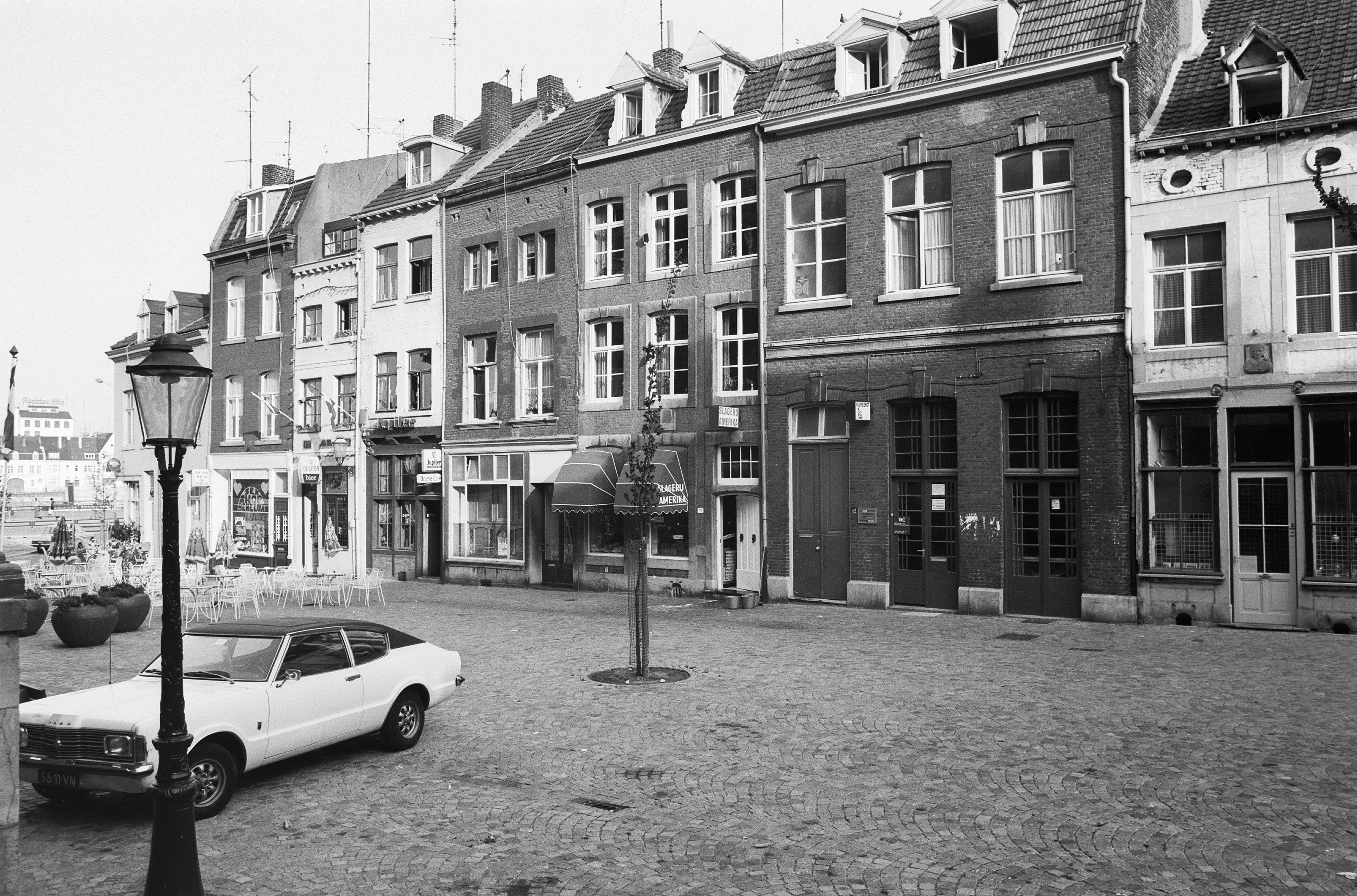
'Mariapleintje', oostelijk deel Mariastraat, 1976

## Bezienswaardigheden
De Mariastraat is een vrij korte straat binnen het beschermd stadsgezicht van Maastricht. De straat telt op slechts 100 meter 9 rijksmonumenten, waarvan enkele met gevelstenen (nrs. 5, 11, 17 en 21).
De oostelijke toegang tot de straat wordt gedomineerd door de Augustijnenkerk, een eenbeukige zaalkerk met een barokke façade aan de Kesselskade. Aan de westkant is in 1920 een rechthoekige koorruimte toegevoegd. De bakstenen zijgevel aan de Mariastraat bestaat uit vijf traveeën, door smalle steunberen van elkaar gescheiden. De vijf rondboogvensters hebben mergelstenen omlijstingen.
Aan de zuidgevel van de kerk aan de Mariastraat is in 1920 een gedenksteen ingemetseld ter herinnering aan de heringebruikname van de kerk. Naast de kerk bevindt zich de pastorie van de Sint-Jozefparochie uit 1922 met een tweede gedenksteen, waarop het voormalige Augustijnenklooster is afgebeeld.

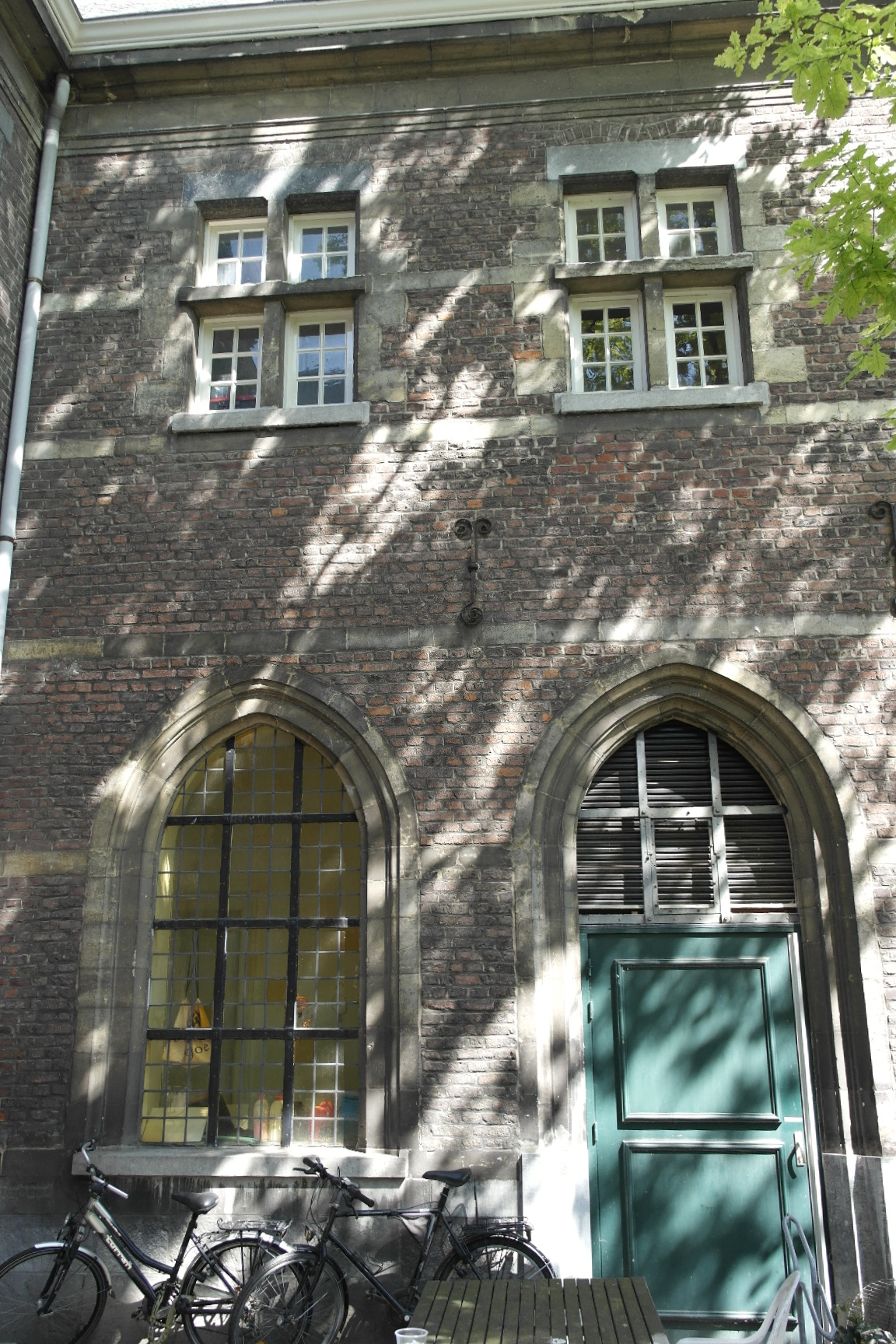
Restant Augustijnenklooster
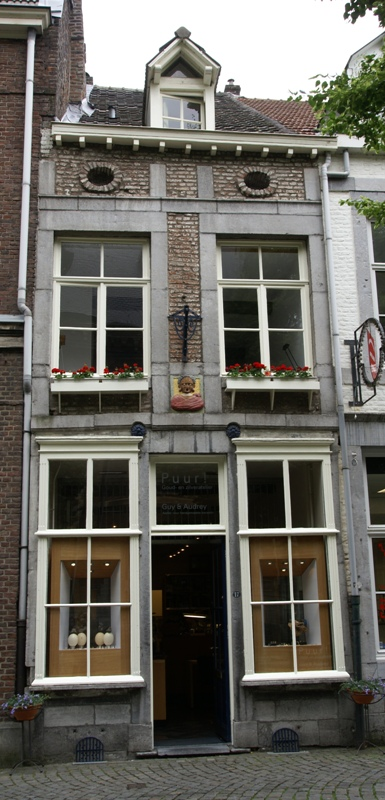
Mariastraat 17
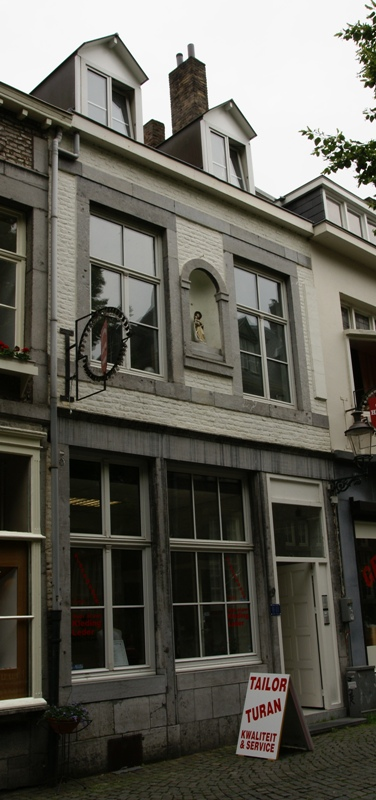
Mariastraat 19
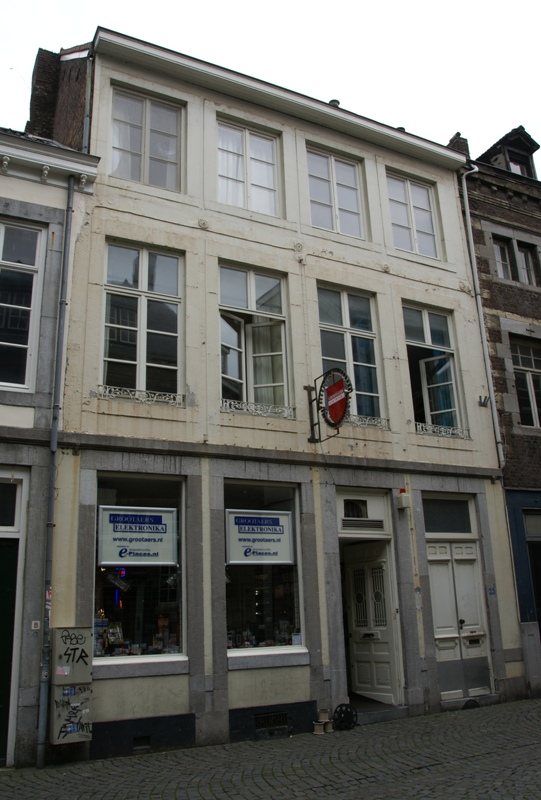
Mariastraat 23-B

## Trivia
- In de Maastrichtse archieven is terug te vinden dat de beeldsnijder Jan van Steffeswert een volwassen dochter had, die handschoenen en tassen maakte. Waarschijnlijk woonde ze nog thuis in de Mariastraat, want haar vader stond voor haar garant, toen ene Boetsen van Rinck een rechtszaak tegen haar begon vanwege oneerlijke concurrentie.[8]
- Schuin tegenover de Augustijnenkerk, op het adres Mariastraat 21 werd op 22 augustus 1901 de schrijver Salvador Hertog (1901-1989) geboren. Hertog was de zoon van een Joodse drukker en zijn Joodse achtergrond is in veel van zijn werk terug te vinden (onder andere in zijn bekendste werk, de bundel autobiografische verhalen Meijer en ik uit 1980).